# Норвуд (Мічиган)
Норвуд (англ. Norwood) — переписна місцевість (CDP) в США, в окрузі Шарлевуа штату Мічиган. Населення — 144 особи (2020).

## Географія
Норвуд розташований за координатами 45°13′55″ пн. ш. 85°22′51″ зх. д. / 45.23194° пн. ш. 85.38083° зх. д. (45.231860, -85.380956).  За даними Бюро перепису населення США в 2010 році переписна місцевість мала площу 5,26 км², з яких 5,26 км² — суходіл та 0,00 км² — водойми.

## Демографія
Згідно з переписом 2010 року, у переписній місцевості мешкали 142 особи в 56 домогосподарствах у складі 47 родин. Густота населення становила 27 осіб/км².  Було 88 помешкань (17/км²).
Расовий склад населення:
| - 97,2 % — білих - 1,4 % — корінних американців - 1,4 % — азіатів |

До двох чи більше рас належало 0,0 %. Частка іспаномовних становила 0,0 % від усіх жителів.
За віковим діапазоном населення розподілялося таким чином: 19,7 % — особи молодші 18 років, 55,7 % — особи у віці 18—64 років, 24,6 % — особи у віці 65 років та старші. Медіана віку мешканця становила 47,7 року. На 100 осіб жіночої статі у переписній місцевості припадало 102,9 чоловіків;  на 100 жінок у віці від 18 років та старших — 103,6 чоловіків також старших 18 років.
Середній дохід на одне домашнє господарство  становив 68 123 долари США (медіана — 61 000), а середній дохід на одну сім'ю — 73 468 доларів (медіана — 61 750). За межею бідності перебувало 2,6 % осіб, у тому числі 0,0 % дітей у віці до 18 років та 0,0 % осіб у віці 65 років та старших.
Цивільне працевлаштоване населення становило 61 осіб. Основні галузі зайнятості: освіта, охорона здоров'я та соціальна допомога — 23,0 %, будівництво — 19,7 %, роздрібна торгівля — 16,4 %.